# 南德比郡 (英國國會選區)

選區在德比郡的位置

南德比郡（英語：South Derbyshire），英國國會一郡選區，位於德比郡南部，包括德比郡南全部。
本區始設於1832年，1885年前應選兩席。1950年撤銷，1983年恢復。是工黨和保守黨競爭的選區。在2010年大選中保守黨的海瑟·惠勒以45.5%選票首度當選。